# خالد المنتشري
خالد حسين المنتشري هو لاعب كرة قدم سعودي يلعب في نادي وج.

## مسيرة اللاعب
مثل نادي التعاون في الفئات السنية و لعب مباراة واحدة مع الفريق الأول ولعب بعدها مع نادي وج.

## روابط خارجية
- خالد المنتشري على موقع Soccerway.com (الإنجليزية)